# Alessandro Repetto
Alessandro Repetto (Carpeneto, 7 aprile 1940) è un politico italiano.
Già deputato, è stato presidente della provincia di Genova dal 2002 al 2012.
Laureato in lettere e filosofia, sposato, con una figlia, è stato direttore centrale di Banca Carige, sovrintendente di settori aziendali, responsabile dell'Azione Cattolica, delle ACLI, del sindacato e dell'Associazione genitori scuola cattolica.
Intraprende l'esperienza politica nel 1994, aderendo al Partito Popolare Italiano. Nelle elezioni politiche del 1994 è candidato in quota popolare nello schieramento centrista del Patto per l'Italia in un collegio genovese per la Camera, tuttavia non risulta eletto. Nel 1996 viene eletto alla Camera dei deputati per la lista de L'Ulivo. Aderirà in seguito alla Margherita per confluire, infine oggi, nel Partito Democratico.

## Presidente della Provincia
È stato eletto Presidente della Provincia di Genova nel turno elettorale del 2002 (elezione del 26 maggio), raccogliendo il 56,3% dei voti in rappresentanza di una coalizione di Centro-sinistra.
È stato sostenuto, in Consiglio provinciale, da una maggioranza costituita da:
- DS
- Margherita
- PRC

Il suo mandato amministrativo è scaduto nel 2007; alle elezioni provinciali del 27 e 28 maggio 2007 si ricandida nuovamente alla carica presidenziale per il centro-sinistra, ottenendo al primo turno il 49,1% dei consensi. Due settimane dopo, nel secondo turno di ballottaggio - l'unica provincia chiamata nuovamente al voto delle altre interessate - del 10 e 11 giugno contro la candidata del Centro-destra Renata Oliveri riuscirà a vincere le elezioni con una soglia del 51,44%.
Per il mandato 2007-2012 è stato sostenuto da una maggioranza composta da:
- PD
- PRC
- PdCI
- IdV
- VERDI

Il 18 aprile 2012 ha rassegnato le dimissioni, che diverranno effettive l'8 maggio, in polemica con la riforma delle province elaborata dal Governo Monti.
Per buona parte del periodo in cui ha ricoperto la carica suo portavoce è stata la scrittrice Barbara Fiorio.

## Altri incarichi
È stato Consigliere della FI.L.S.E S.p.A. dal 2002 al 2008 e Vice Presidente del Consiglio di Amministrazione della Fiera di Genova dal 2003 al 2004 (già Consigliere dal 2004 al 2006).
È Presidente della Fondazione SLALA (Sistema Logistico del Nord-Ovest d’Italia di Alessandria) dal marzo 2011 al novembre 2014.
È consigliere della Banca Carige dall'aprile 2012 nonché membro del Comitato Esecutivo e del Comitato Crediti e l'anno dopo diventa Vice Presidente del Consiglio di Amministrazione della stessa, carica che ha ricoperto fino al 2016.
Dopo esserne stato il Direttore negli anni 90, dall'11 luglio 2014 è Presidente del Centro Fiduciario S.p.A. oltre ad essere Presidente della Fondazione CIF Formazione.